# Vic Wild
Viktor Ivan "Vic" Wild (ryska: Виктор Айван Уайлд; född 23 augusti 1986) är en rysk snowboardåkare, född i USA. (Det amerikanska namnet är originalnamnet, det ryska är en transkribering).
Han vann två guld i de olympiska vinterspelen 2014 i Sotji, i Parallellslalom och Parallellstorslalom. Han har också vunnit ett brons i Världsmästerskapen i snowboard 2013.
Han tävlade tidigare för USA, men efter att ha gift sig med den ryska snowboardåkaren Aljona Zavarzina 2011, och då USA lagt ner stödet till snowboardslalom och liknade, valde han att bli rysk medborgare.
I februari 2014 erhöll han Fäderneslandets förtjänstorden av fjärde klassen.